# Nancy Rue
Nancy Rue é uma romancista cristã estadunidense, autora de livros voltados para o público adolescente e adulto, como a série "Lucy não gosta...", num total de mais de cem obras publicadas.